# Anschlagschaft

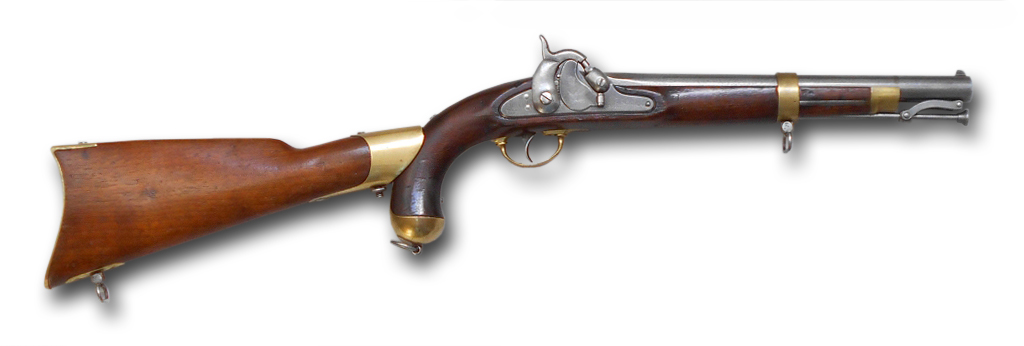
Springfield 1855 Pistol-Carbine

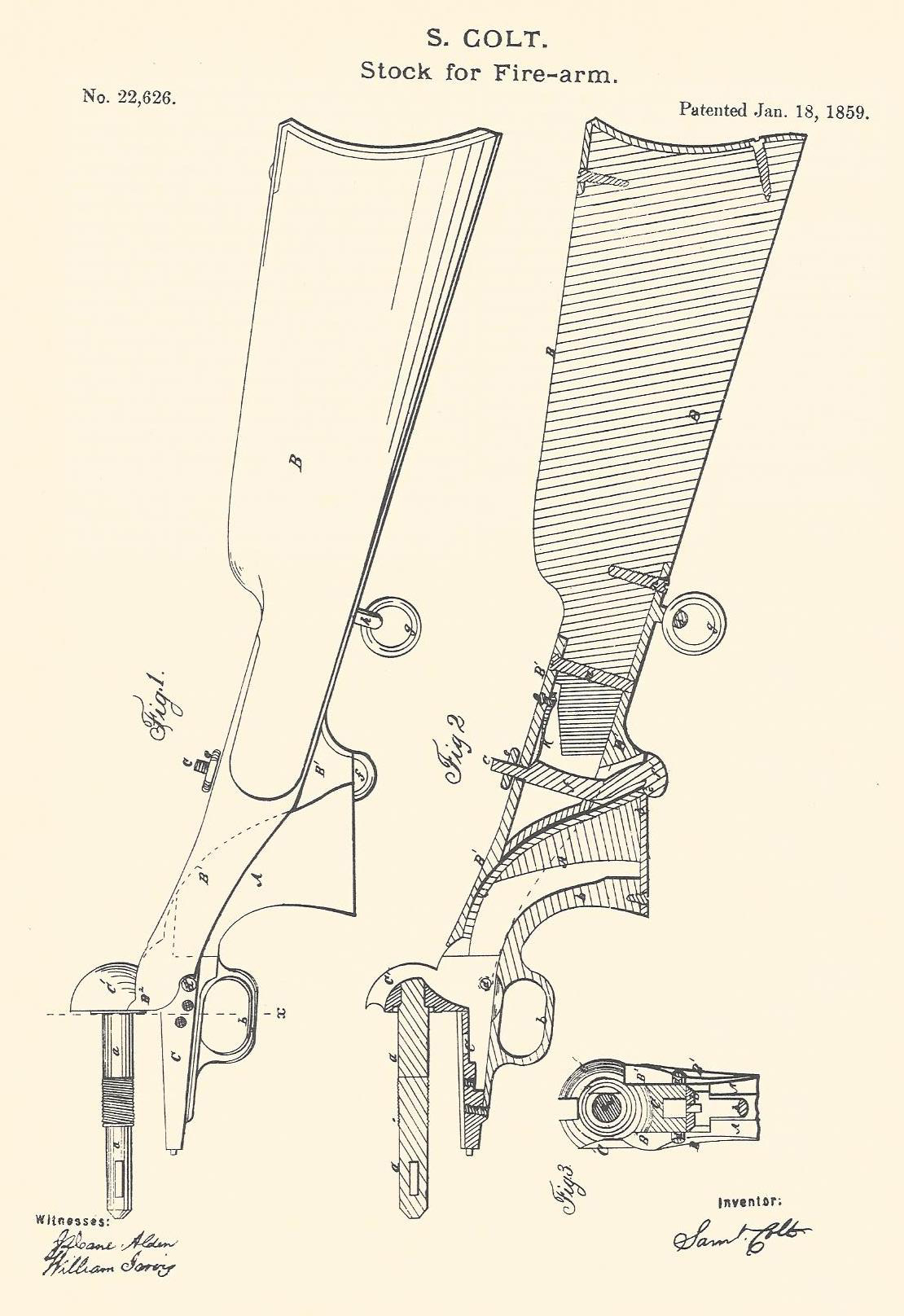
Ansetzbarer Kolben für Colt-Revolver

Ein Anschlagschaft bzw. -kolben ist eine Verlängerung für Kurzwaffen mit Funktion eines Schaftes. Umgangssprachliche kann diese Kombination auch als Pistolenkarabiner bezeichnet werden. Die Möglichkeit einen Anschlagschaft an eine Pistole anzubauen, vergrößert die Chance auf einen präzisen Schuss auf größere Distanzen. Die Anschlagsart wechselt von „stehend freihändig“ in den präziseren „Schulteranschlag“, bei dem die Waffe durch den Schulterkontakt und die stützende zweite Hand stabilisiert wird. Dies ermöglicht eine höhere Präzision und damit eine gesteigerte Treffsicherheit. Bei Langwaffen wird üblicherweise von Schaft gesprochen, wobei dort weitere Sonderformen bekannt sind.
Dies wurde schon bei den frühen Vorderladerpistolen im zivilen wie im militärischen Einsatz genutzt. Anfangs des Sezessionskrieges in den USA wurden eine große Zahl von Springfield-Model-1855-Pistolen-Karabinern an berittene Einheiten der Nordstaaten abgegeben. Danach fand man Anschlagschäfte auch für Revolver (Colt), später wurden auch automatische Pistolen wie die Mauser C96 und die lange Pistole 08 damit ausgerüstet, bei beiden dieser Pistolen wurde der Anschlagschaft auch als Futteral verwendet. Auch für einige moderne, ordonnanzmäßig verwendete Pistolen gibt es heute Anschlagsschäfte Glock 17 und HK VP70. Bei dieser wird die Pistole durch den Anschlagschaft mit zusätzlichem Magazin und automatischem Verschluss zu einer Maschinenpistole.
Einige moderne Anschlagschäfte lassen sich für den Orts- und Häuserkampf nach rechts oder links um 90° abwinkeln, so dass mit der Waffe um die Ecke geschossen werden kann. Das Visieren erfolgt über einen Spiegel, meist in Verbindung mit einem Laser-Licht-Modul, oder über eine Mini-Videokamera mit Display.

## Bilder

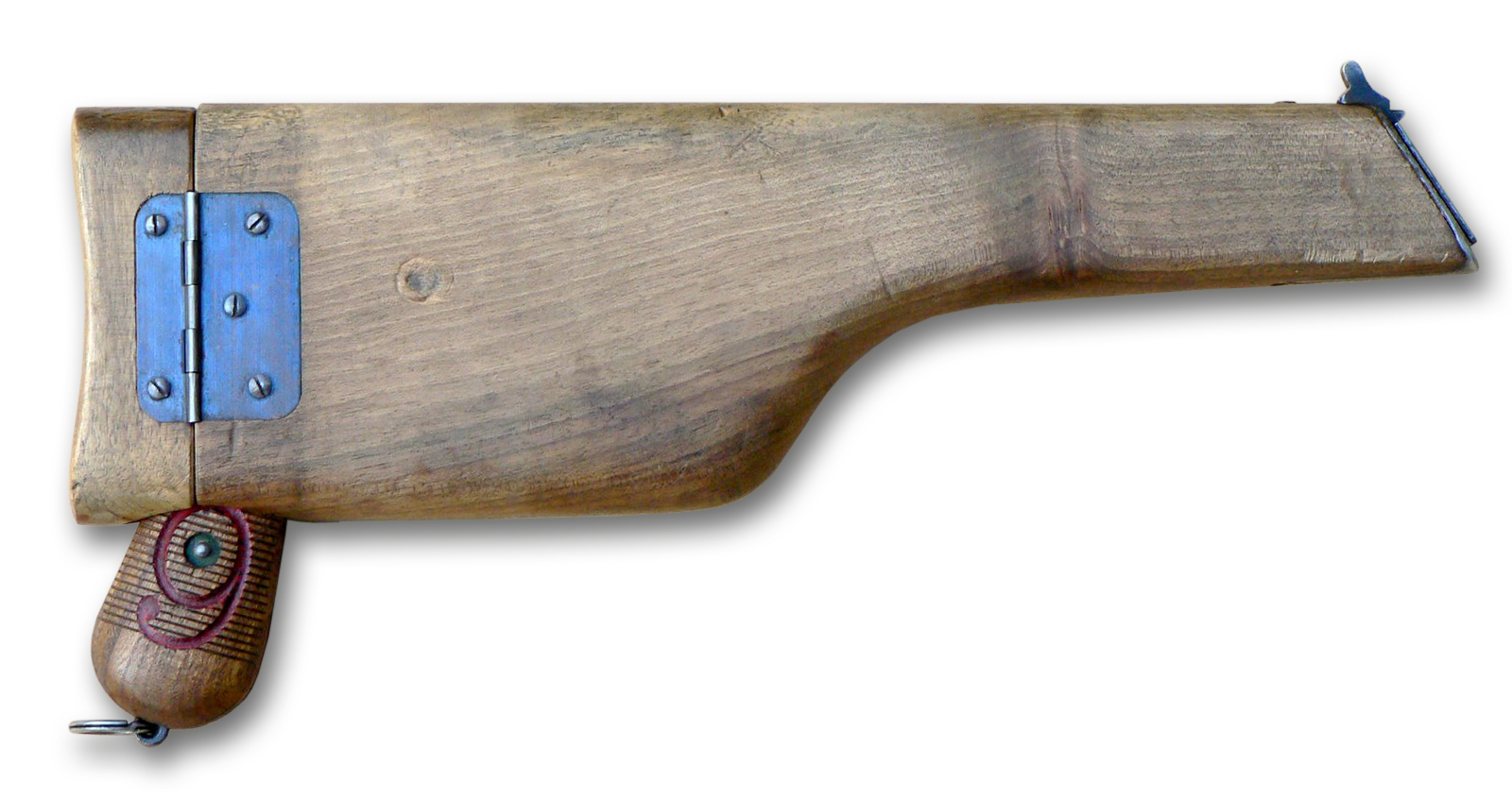
Mauser C96 im "Kasten" (Holster)
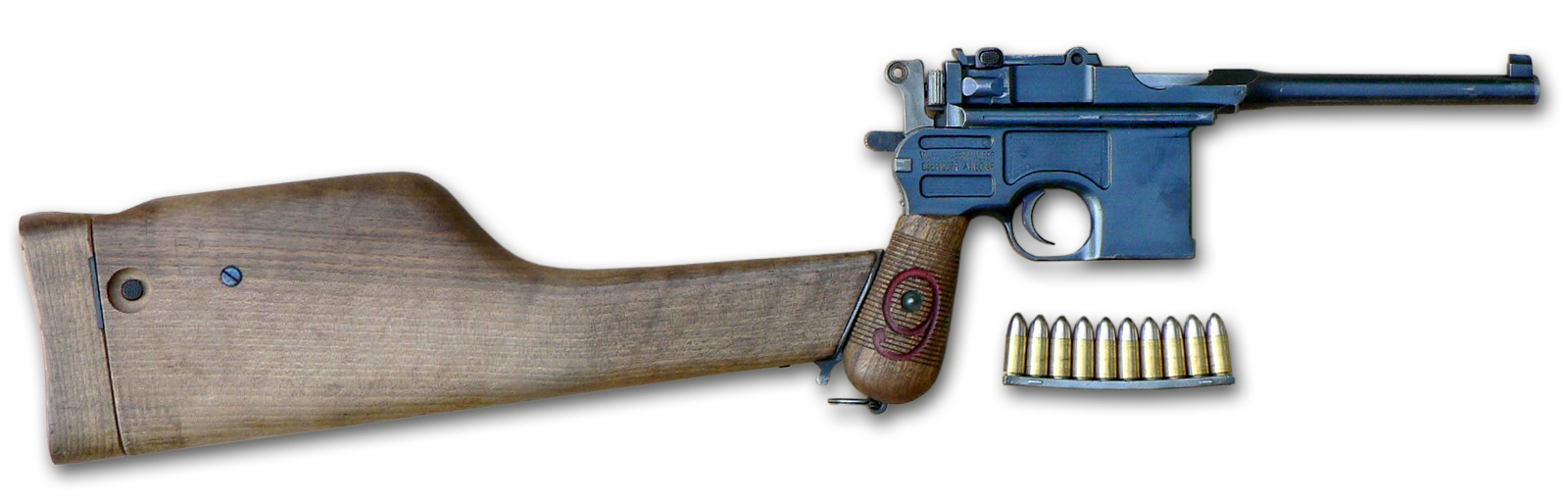
Mauser M1916 mit montiertem Anschlagschaft
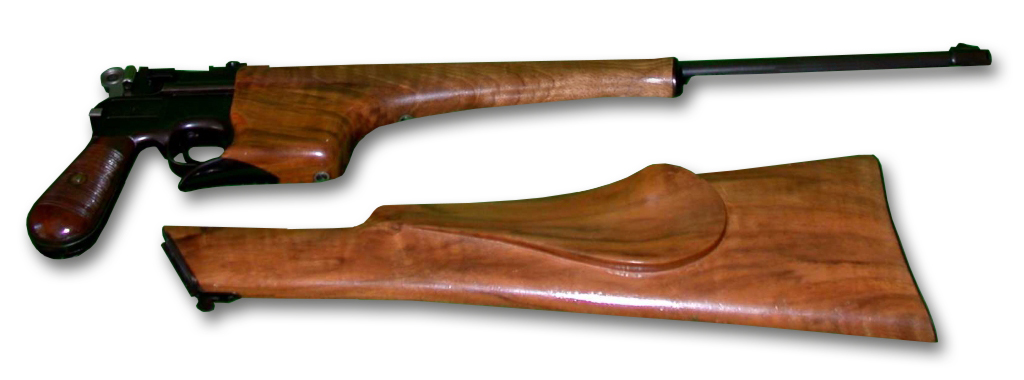
Mauser C96-Karabiner, Einzelanfertigung
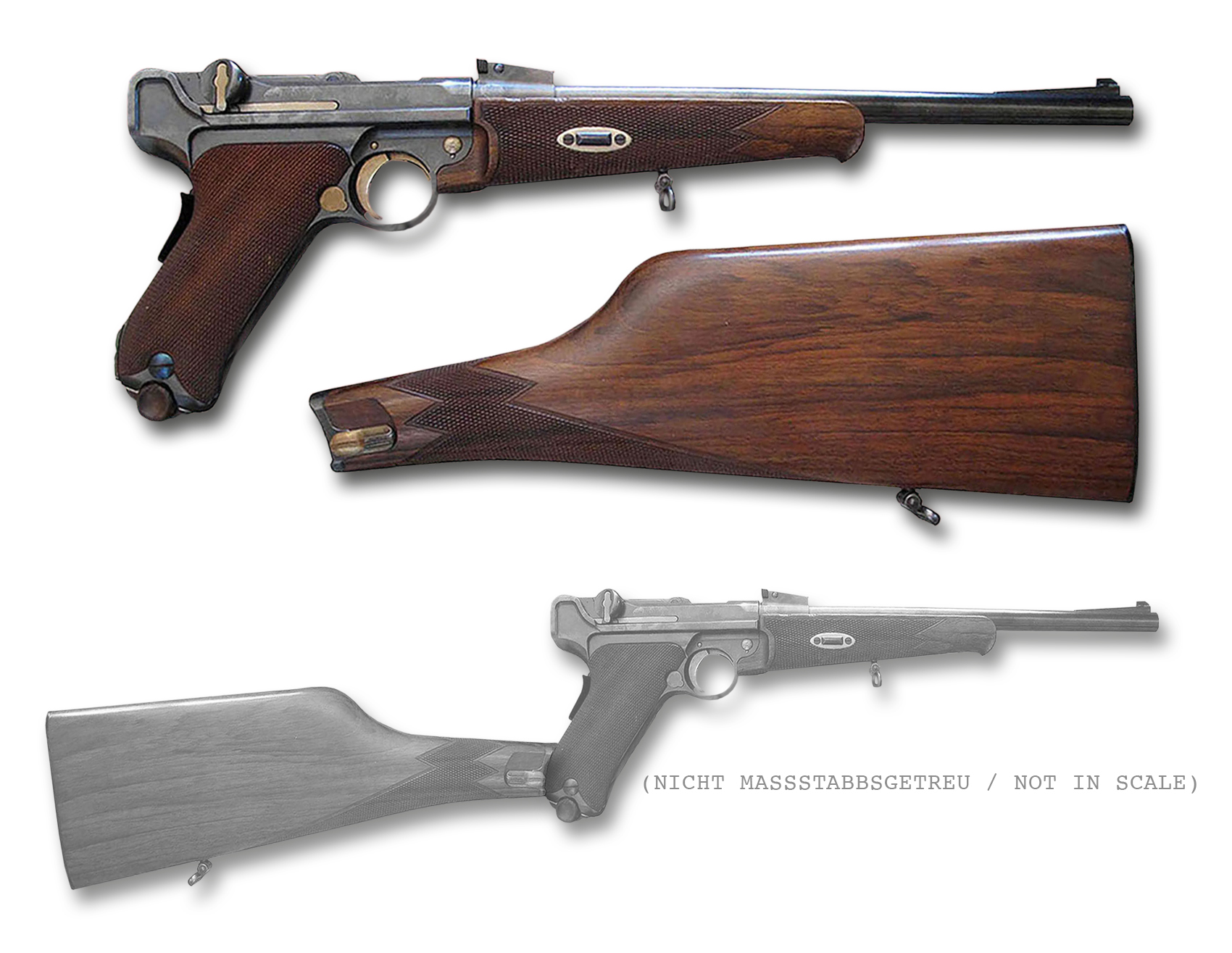
Luger Modell 1900 Pistolenkarabiner
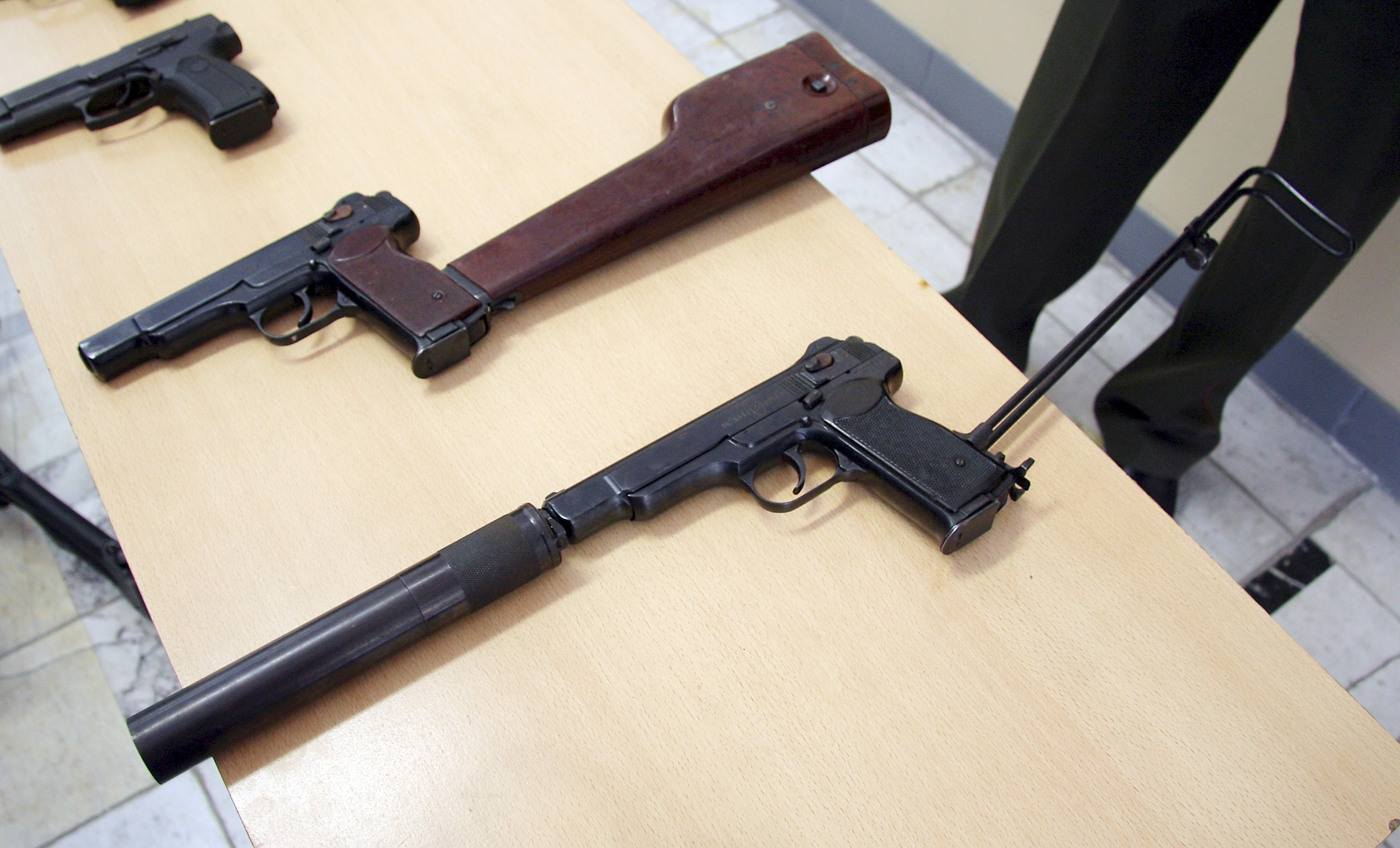
Stetschkin APS mit unterschiedlichen Anschlagkolben
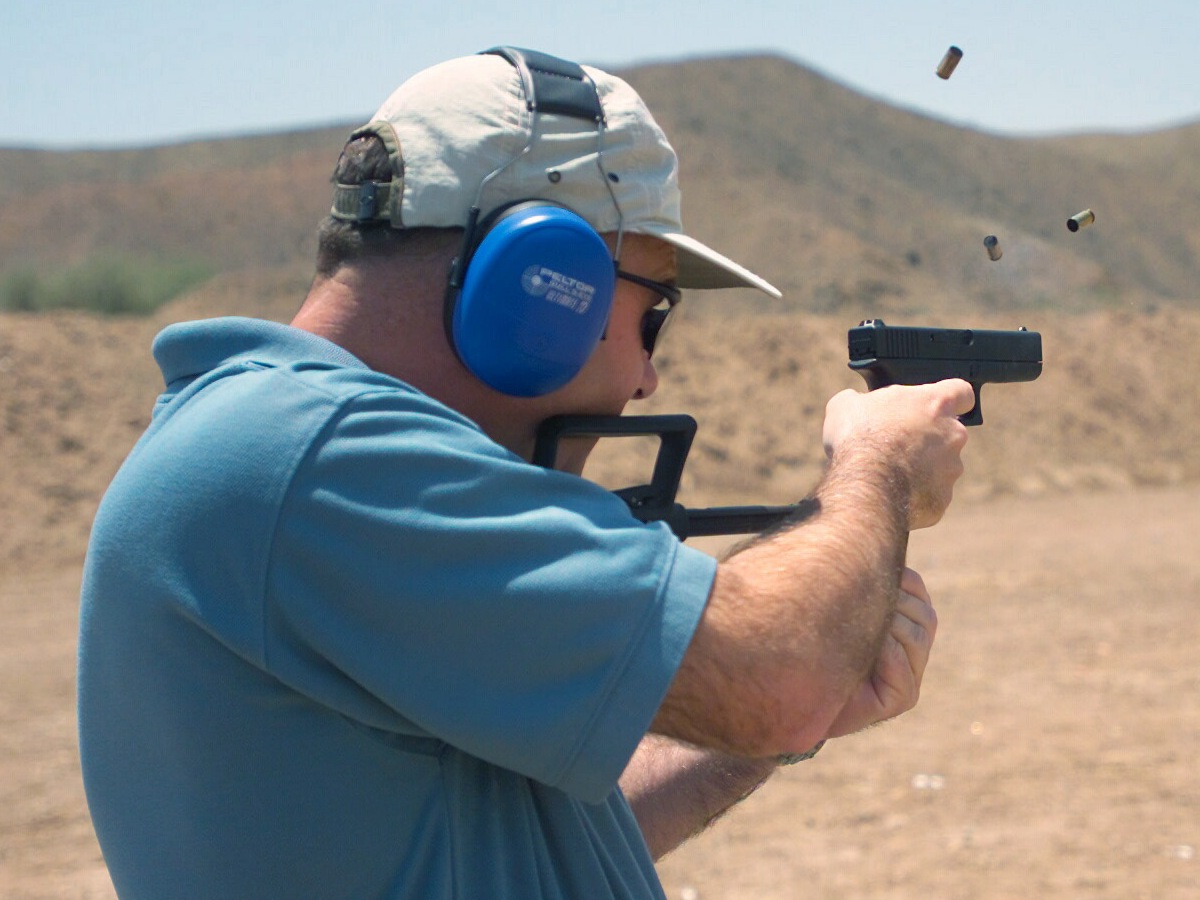
Glock 18 mit Anschlagschaft
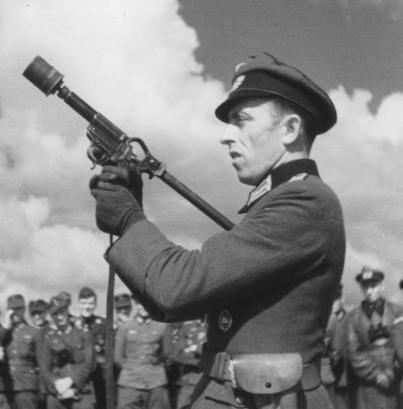
Granatpistole mit Anschlagschaft
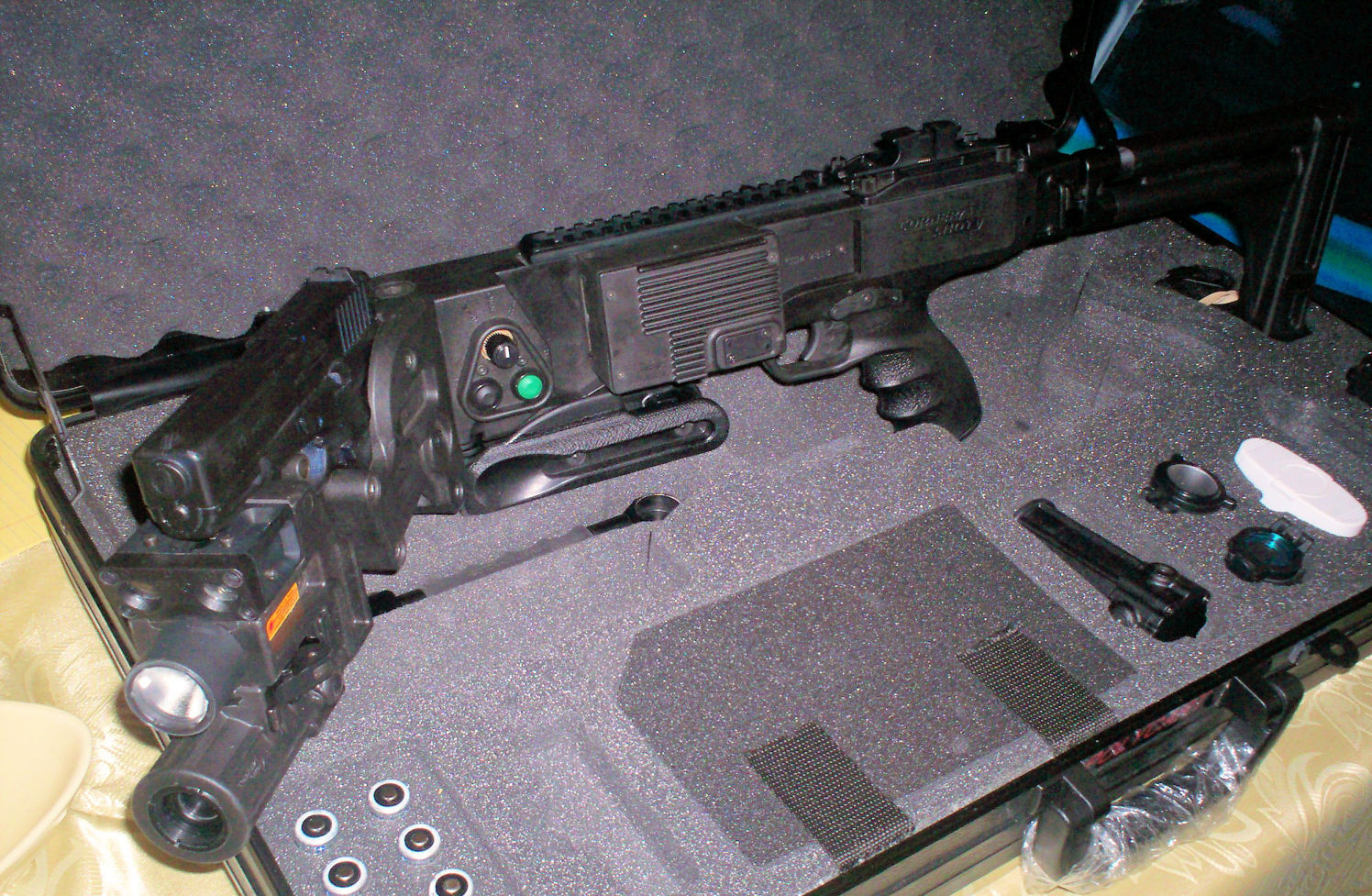
CornerShot